# Saída de Emergência
Saída de Emergência é o segundo álbum de estúdio lançado pelo grupo de rap brasileiro DMN, em 2002. Contém 15 músicas e 4 videoclipes, descritos mais abaixo:

## Músicas

### Faixas
1. Saída de emergência (part. Wagninho)
2. Nova era (part. Xandão)
3. Tenho uma meta a seguir
4. Racistas otários
5. 4P / Mova-se
6. O que você me diz?
7. Pra pensar part. Lakers
8. A lei do opressor (500 anos) (part. Dhavy e Magnus 44)
9. No jogo
10. Traggetória
11. Última chance
12. Sem limites part. Dhavy
13. Cisco part. Diogo Poças
14. O sonho (part. KL Jay e LF)
15. H.Aço (part. KL Jay e Edi Rock)

### Vídeos
1. Aformaoriginalmental
2. H.Aço
3. Racistas otários (ao vivo)
4. Talvez eu seja